# Metropis mayri
Metropis mayri är en insektsart som beskrevs av Franz Xaver Fieber 1866. Metropis mayri ingår i släktet Metropis och familjen sporrstritar. Inga underarter finns listade i Catalogue of Life.